# یاسینیتس (استان اشوی‌داشکسیه)
یاسینیتس (به لهستانی: Jasieniec) یک منطقهٔ مسکونی در لهستان است که در گمینا سووپیا (شهرستان یندژیوف) واقع شده‌است. یاسینیتس ۲۸۰ نفر جمعیت دارد.